# Sidi Naâmane (Médéa)
Sidi Naâmane è un comune dell'Algeria, situato nella provincia di Médéa.